# Abteilung Fremde Heere

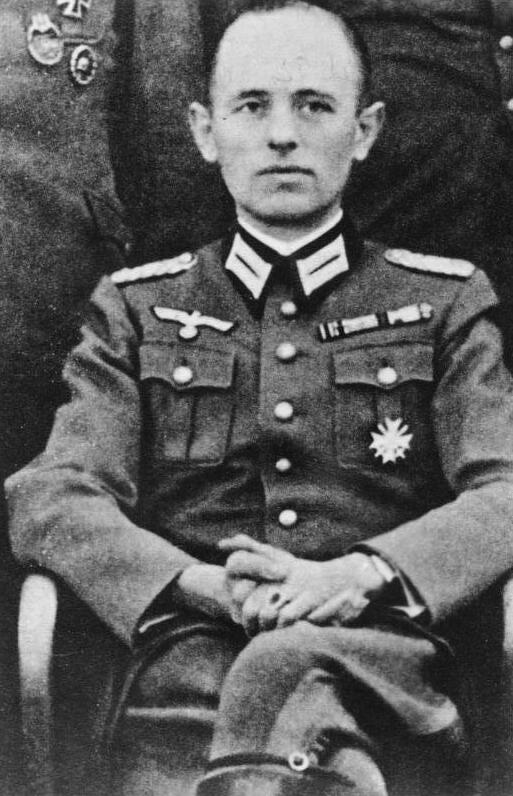
Reinhard Gehlen

De Abteilung Fremde Heere was een onderdeel van de generale staf van de Duitse landmacht dat in het begin van de Eerste Wereldoorlog opgericht werd om de gevechtscapaciteit van de vijand te kunnen beoordelen.
Zogenoemde Feindlageoffiziere aan het front leverden inlichtingen die naar deze dienst voor verwerking verstuurd werden. Verder werden ook pogingen ondernomen om inlichtingen te verzamelen van achter de vijandelijke linies.
Het Verdrag van Versailles bepaalde dat deze afdeling ontbonden moest worden. Dit gebeurde officieel ook, maar in feite werd de inlichtingendienst verdekt in stand gehouden. In 1931 werd de dienst officieel heropgericht en in 1938 volgde een herstructurering waarbij de organisatie werd gesplitst in de Fremde Heere Ost en de Fremde Heere West.
De afdeling Fremde Heere Ost werd van 1942 tot maart 1945 door Reinhard Gehlen geleid, die in 1945 de rang van generaal-majoor had. Na het einde van de Tweede Wereldoorlog kreeg Gehlen van de Amerikaanse bezettingsmacht de opdracht een Amerikaanse inlichtingendienst met Duits personeel op te zetten, voornamelijk met het doel militaire inlichtingen over het Oostblok te verzamelen. Gehlen slaagde erin vele ex-medewerkers van de vroegere afdeling Fremde Heere Ost te winnen voor deze zogenaamde Organisation Gehlen. In 1956 werd de Amerikaanse dienst aan de Bondsregering overgedragen en werd zo de Duitse Bundesnachrichtendienst.